# Liolaemus pagaburoi
Espèce
Statut de conservation UICN

 LC  : Préoccupation mineure
Liolaemus pagaburoi est une espèce de sauriens de la famille des Liolaemidae.

## Répartition et habitat
Cette espèce est endémique de la province de Tucumán en Argentine. Elle est présente entre 3 000 et 4 700 m d'altitude. Elle vit dans la pré-puna et dans la puna.

## Description
C'est un saurien vivipare.

## Étymologie
Cette espèce est nommée en l'honneur d'Omar Pagaburo.

## Publication originale
- Lobo & Espinoza, 1999 : Two new cryptic species of Liolaemus (Iguania: Tropiduridae) from northwestern Argentina: resolution of the purported reproductive bimodality of Liolaemus alticolor. Copeia, vol. 1999, no 1, p. 122-140.